# Chaenopsidae

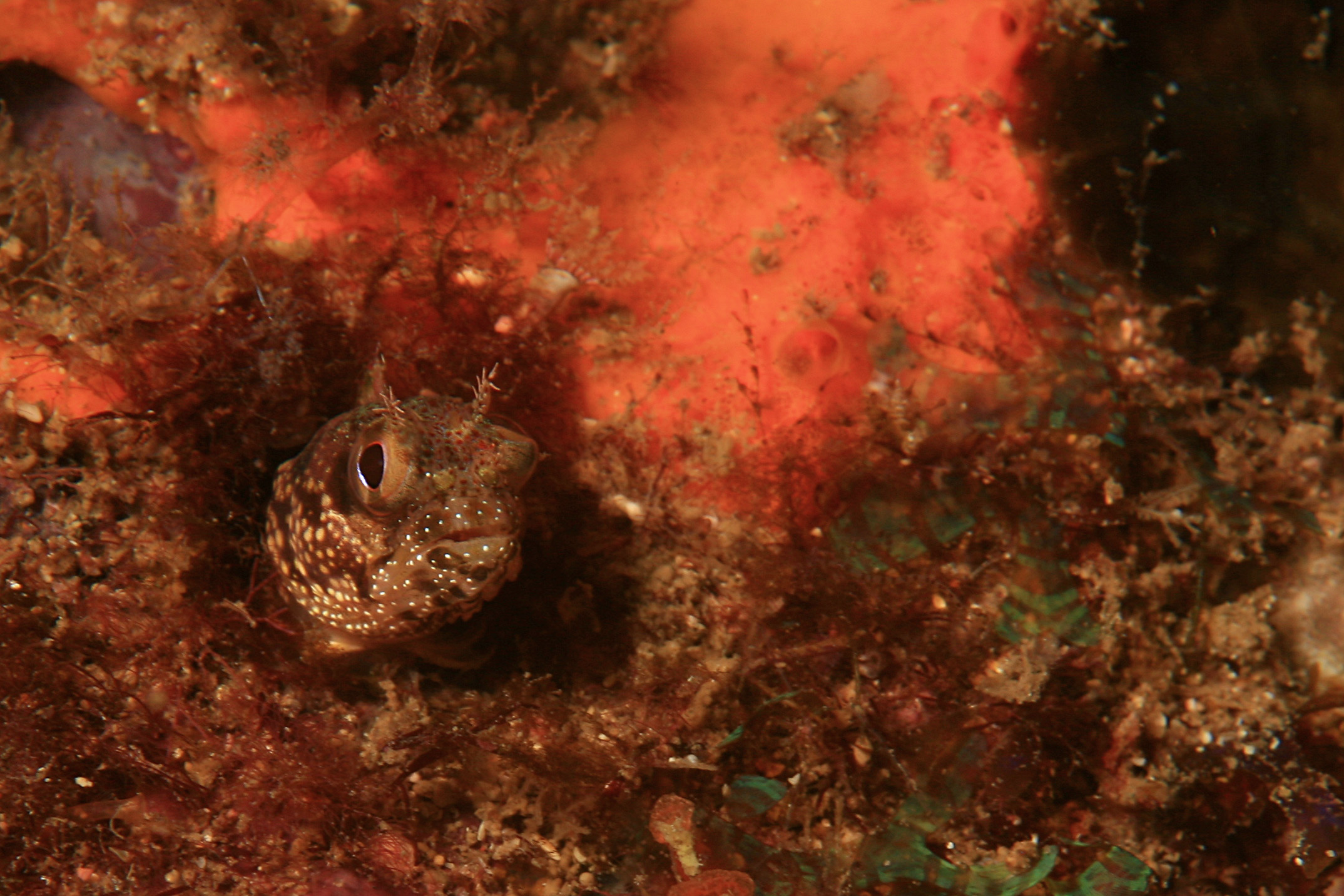

Los trambollos tubícolas (Chaenopsidae) son una familia de peces marinos incluida en el orden Perciformes, distribuidos por los mares tropicales de Norteamérica y Sudamérica. Su nombre procede del griego: Chaino (con la boca abierta) + ops (similar a).

## Morfología
Tienen el cuerpo comprimido y alargado, casi anguiliforme en el género Chaenopsis, tienen la piel desnuda sin escamas y sin línea lateral. Aleta dorsal con la parte anterior mucho más alta en algunas especies, con 17 a 28 espinas y otros tantos radios blandos; la aleta caudal puede estar más o menos unida a las aletas dorsal y anal. La cabeza, la parte que sobresale de los agujeros en los que vive, es rugosa y con crestas, a menudo con espinas; la longitud máxima descrita es de 16 cm, aunque la mayoría de las especies son mucho menores.

## Hábitat
Se ha descrito en el mar Caribe un caso de simbiosis entre una especie de esta familia y un tipo de coral. La mayoría habita en el interior de tubos de invertebrados abandonados y se alimenta de pequeños crustáceos. Presentan comportamiento reproductivo de cuidado de las puestas de huevos en el interior de sus tubos.
La primera aparición en el registro fósil de ejemplares de esta familia es en el Mioceno, durante el Terciario superior.

## Géneros
Existen cerca de 60 especies agrupadas en 14 géneros:
- Género Acanthemblemaria (Metzelaar, 1919)
- Género Chaenopsis (Gill, 1865)
- Género Cirriemblemaria (Hastings, 1997)
- Género Coralliozetus (Evermann y Marsh, 1899)
- Género Ekemblemaria (Stephens, 1963)
- Género Emblemaria (Jordan y Gilbert, 1883)
- Género Emblemariopsis (Longley, 1927 )
- Género Hemiemblemaria (Longley y Hildebrand, 1940)
- Género Lucayablennius (Böhlke, 1958)
- Género Mccoskerichthys (Rosenblatt y Stephens, 1978)
- Género Neoclinus (Girard, 1858)
- Género Protemblemaria (Stephens, 1963)
- Género Stathmonotus (Bean, 1885 )
- Género Tanyemblemaria (Hastings, 1992)